# 虚数単位

複素数平面において、虚数単位 i は、原点中心の90°回転の作用を表し、2乗すると −1 になる。

虚数単位（きょすうたんい、英: imaginary unit）は、2乗して −1 になる数である:
{\displaystyle i^{2}=-1}
虚数単位 i は −1 の平方根の一つである。
i は実数でない。実数単位 1,  虚数単位 i は R 上線型独立である。
実数体に虚数単位 i を添加すると、四則演算ができる数の体系が得られる。この拡大体の元を複素数という。
虚数単位 i は実数でないため、感覚的には存在しない数ととらえられがちであるが、実数 C の直積集合の元として、実数の対（ハミルトンの定義）、行列表現、多項式環の剰余環などにより実現できる。
複素数平面では、虚数単位 i は、直交座標表示すると (0, 1) に当たる数である。
複素数に i を（左から）作用させると、複素数平面上で原点中心の 90° 回転になる。特に、虚数単位 i は、複素数平面上で実数単位 1 を原点中心に 90° 回転させたものである。
虚数単位を i で表したのはオイラーで、1770年頃である。i はラテン語の imaginarius の頭文字から採られている。
なお、文字 i が虚数単位以外の意味（電流など）として使われる場合に、重複を避けるべくj など別の文字で虚数単位を表すことがある。
積の交換法則などが成り立たないことを許容すると、相異なる3個以上の虚数単位からなる数の体系を考えることができる。3個の虚数単位（四元数）の場合は {\displaystyle i,j,k}, 7個以上の虚数単位の組には {\displaystyle i_{1},i_{2},\cdots } といったように一つずつ添字を付けて表すことが多い。

## 定義
虚数単位 i とは、二次方程式 x2 + 1 = 0 の解の一つのことである：
{\displaystyle i^{2}=-1}
二次方程式 x2 + 1 = 0 の解は、(x + i)(x − i) = 0 より、x = ±i。ゆえに、虚数単位の値の指定は、互いに反数である2つの値の違いでしかない。
虚数単位 i は −1 の平方根の一つであり、1の原始4乗根でもある。
虚数単位 i は実数でない。実数単位 1, 虚数単位 i は実数 R 上線型独立である。
−1 以外の負の数の平方根の値は、虚数単位 i を用いて、次により指定する：
a > 0 に対して、√ai
実数体に虚数単位 i を添加して得られる拡大体の元（要素）を複素数という。特に実数でない複素数を虚数という。
虚数単位 i の導入は、実係数の三次方程式が相異なる 3 個の実数解を持つ場合、係数の加減乗除と実冪根では解が表せず（還元不能）、負の数の平方根を取ることが必要になることが分かる過程で行われていった。
複素数全体 C に、さらに複素数でない新たな虚数単位 j を添加した体の元を四元数という。このとき、ij = k とおくと、k も虚数単位である。すなわち k2 = −1 を満たす。この i, j, k をそのまま虚数単位とすることもできるが、複素数体の場合に −i を i と置き直しても同じ構造であるのと同じように、四元数体 H においても、虚数単位を取り直すことができる。すなわち、R3 の正規直交基底を一組選び、
{\displaystyle f:\mathbb {R} ^{3}\to \mathbb {H} \quad ((a,b,c)\mapsto ai+bj+ck)}
によって写した像を新たに i, j, k とおいて虚数単位としてもよい。基底を左手系に取ると ij = −k となってしまうので、数学的な必然性はないが、慣習として右手系が選ばれる。
つまり虚数単位は、複素数・四元数の範囲を、実数部分と虚数部分に分けた時の、後者の方の基本単位である。八元数・十六元数はさらに多くの虚数単位を持つ。

## 負の数の平方根を用いない表現
虚数は、16世紀のイタリアで、三次方程式を解く過程で発見された。
1637年、ルネ・デカルトは、複素数の虚部を "仏: Nombre imaginaire"（「想像上の数」）と名付けた。負の数でさえあまり認められていない時代に、実数直線上にない数の導入には懐疑的であった。
1770年頃、オイラーは虚数単位を i と表した。i はラテン語の imaginarius の頭文字から採られている。
直積集合、剰余環などの概念により、負の数の平方根を用いない複素数の構成ができる。

### ハミルトンの定義
実数体 R の直積集合 R2 に和、積を
(a, b) + (c, d) = (a + c, b + d)
(a, b) × (c, d) = (ac − bd, ad + bc)
で入れると、(a, b) は複素数 a + bi に対応する。この対応で、虚数単位 i は (0, 1) である。
四元数 は R4 の元に対応し、実数単位 1, 3個の虚数単位 i, j, k は R4 の正規直交基底に対応する。

### 多項式環からの構成
実数体 R 上の多項式環 R[X] に対して、X2 + 1 で割った剰余環 R[X]/(X2 + 1) は、複素数体 C と体同型である。
この対応で、虚数単位は同値類 [X] である。

### 行列表現
複素数を C 上の作用と見ると、複素数は R2 上での一次変換に対応し、その一次変換の表現行列に対応する。この対応より、虚数単位は実二次正方行列
{\displaystyle J={\begin{pmatrix}0&-1\\1&0\end{pmatrix}}}
に対応する。このとき J2 = −E（E は 2 次単位行列）である。
四元数についても同様に、四元数体 H における積を C2 に対して引き起こされる一次変換と見なすことにより
{\displaystyle J_{1}=i\sigma _{3}={\begin{pmatrix}i&0\\0&-i\end{pmatrix}},\quad J_{2}=i\sigma _{2}={\begin{pmatrix}0&1\\-1&0\end{pmatrix}},\quad J_{3}=i\sigma _{1}={\begin{pmatrix}0&i\\i&0\end{pmatrix}}}
という三つの虚数単位の行列表現を考えることができる。ここで {\displaystyle \sigma _{k}\ (k=1,2,3)} はパウリ行列である。また、C2 と見なすのでなく R4 と見なせば、実4次正方行列として表現することもできる。詳しくは四元数の項を参照されたい。
行列の積は結合的であるので、八元数や十六元数は（結合法則を満たさないため）行列表現できない。

## 虚数単位の演算
n を整数、e をネイピア数とする。
虚数単位の累乗
{\displaystyle i^{\,n}={\begin{cases}1&{\text{if }}n\equiv 0{\pmod {4}}\\i&{\text{if }}n\equiv 1{\pmod {4}}\\-1&{\text{if }}n\equiv 2{\pmod {4}}\\-i&{\text{if }}n\equiv 3{\pmod {4}}\end{cases}}}
虚数単位 i は、C 上の作用としては複素数平面上での原点中心の 90° 回転に当たる。
虚数単位の虚数単位乗
{\displaystyle i^{\,i}=e^{-\left({\frac {1}{\,2\,}}+2n\right)\pi }}
主値での値は i i = e−π/2 = 0.20787957…（オンライン整数列大辞典の数列 A049006）

i の平方根 √i の複素数平面上における点

i の立方根iの立方根 ∛i の複素数平面上における点

虚数単位の虚数単位乗根
{\displaystyle {\sqrt[{i}]{i}}=i^{\frac {1}{i}}=i^{-\,i}=e^{\left({\frac {1}{\,2\,}}+2n\right)\pi }}
1の虚数単位乗
{\displaystyle 1^{i}=e^{-2n\pi }}
虚数単位の自然対数
{\displaystyle \log i=\left({\frac {1}{\,2\,}}+2n\right)\pi i}
虚数単位の逆数
{\displaystyle {\frac {1}{i}}=-i}
虚数単位の平方根(1の原始8乗根)
{\displaystyle {\sqrt {i}}=\pm {\frac {\sqrt {2}}{2}}(1+i)=\pm {\frac {1+i}{\sqrt {2}}}}
虚数単位の立方根(1の原始12乗根)
{\displaystyle {\sqrt[{3}]{i}}=-i\,,\,{\frac {\pm {\sqrt {3}}+i}{2}}}

## 一般化
ここまでおもに複素数の虚数単位について述べてきた。複素数を一般化した二元数、分解型複素数や二重数についても、 j2 = +1 や ε2 = 0 を満たす（実数でない）要素を、そして四元数の i, j, k らを、虚数単位ということもある。